# منطقه تئاتر (منهتن)
منطقه تئاتر منهتن (انگلیسی: Theater District, Manhattan) نیویورک یک منطقه و محله در میدتاون منهتن است. بیشتر تئاترهای برادوی در این منطقه واقع شده‌اند و علاوه بر آنها، تئاترهای دیگر، سینماها، رستوران‌ها، هتل‌ها و سایر مکان‌های تفریحی نیز در این منطقه قرار دارند. این منطقه از جنوب به خیابان چهلم غربی، از شمال به خیابان پنجاه و چهارم غربی، از شرق به خیابان ششم و از غرب به خیابان هشتم محدود می‌شود و میدان تایمز را نیز در بر می‌گیرد. به بخشی از خیابان برادوی که از این منطقه می‌گذرد، «راه بزرگ سفید» گفته می‌شود.
این منطقه همچنین دارای استودیوهای ضبط، دفاتر شرکت‌های ضبط موسیقی، آژانس‌های تئاتری، استودیوهای تلویزیونی، رستوران‌ها، سینماها، میدان دافی، کوی شوبرت، ساختمان بریل و مادام توسو نیویورک است.

## مرزبندی
شهرداری نیویورک این زیرناحیه را برای اهداف منطقه‌بندی، از خیابان چهلم تا پنجاه و هفتم و از خیابان ششم تا هشتم، با یک منطقه اضافی در غرب خیابان هشتم از خیابان چهل و دوم تا چهل و پنجم تعریف می‌کند. اتحادیه میدان تایمز، یک سازمان منطقه بهبود کسب و کار که به بهبود منطقه تئاتر اختصاص دارد، این منطقه را به عنوان یک منطقه با شکل نامنظم در داخل یک قاب مستطیلی که از خیابان چهلم، خیابان ششم، خیابان پنجاه و سوم و خیابان نهم تشکیل شده، تعریف می‌کند. تا سال ۲۰۲۴، تئاتر ویویان بومونت (بخشی از مرکز هنرهای نمایشی لینکلن) تنها تئاتر کلاس برادوی است که در منطقه تئاتر واقع نشده است.

### دیگر مناطق تئاتری نزدیک
منطقه‌ای که به راسته‌ی تئاتر معروف است، منطقه‌ای در خیابان چهل و دوم از خیابان نهم تا خیابان یازدهم است که شامل بسیاری از تئاترهای آف برادوی و آف-آف-برادوی می‌شود.

## تاریخچه

### ریشه‌ها و تاریخ اولیه
در سال ۱۸۳۶، شهردار کورنلیوس لاورنس خیابان ۴۲ را برای تشویق گسترش شمالی شهر باز کرد و گفت: «به سمت بالای شهر بروید و از هوای پاک و تمیز لذت ببرید.» منطقه تئاتر پس از انتقال خانه اپرای متروپولیتن به خیابان ۳۹ غربی و خیابان برادوی در سال ۱۸۸۳، شروع به جذب تئاترها و رستوران‌ها کرد اوسکار هامرستین ۱ تئاتر ویکتوریا خود را در خیابان ۴۲ در سال ۱۸۹۹ افتتاح کرد. دسترسی به منطقه تئاتر با شروع خطوط واگن برقی برقی در سال ۱۸۹۹ و به دنبال آن گشایش اولین خط متروی نیویورک سیتی در سال ۱۹۰۴ بهبود یافت.
«راه بزرگ سفید» نام مستعار بخشی از برادوی در میدتاون منهتن است که منطقه تئاتر را در بر می‌گیرد. در سال ۱۸۸۰، برادوی بین میدان اتحاد و میدان مدیسون توسط چارلز براش با لامپ قوسی روشن شد و آن را به یکی از اولین خیابان‌های روشن‌شده با برق در ایالات متحده تبدیل کرد. در دهه ۱۸۹۰، خیابان بیست و سوم تا خیابان سی و چهارم آنقدر با تابلوهای تبلیغاتی برقی روشن شده بود که مردم شروع به نامیدن آن «راه بزرگ سفید» کردند. همان‌طور که منطقه تئاتر درست قبل از تغییر قرن به سمت بالای شهر تغییر مکان داد، این نام مستعار باقی ماند و مترادف شد.
در طول سال‌ها، نیویورکی‌ها از این منطقه با نام‌های «ریالتو»، «مین استم» و «برادوی» یاد می‌کردند. در حدود قرن بیستم، این منطقه به سادگی «خیابان» نامیده می‌شد.
در دهه ۱۹۷۰، خیابان چهل و دوم، منطقه‌ای بدنام و مخروبه بود؛ سینماهای برهنه‌گرای درجه ایکس، نمایش‌های پیپ شو و اصطلاحاً گرایند هاوس شروع به فعالیت در آنجا کردند. برخی از نیویورکی‌ها این منطقه را مکانی نسبتاً خطرناک برای رفتن می‌دانستند. با این حال، در دهه ۱۹۹۰ کل منطقه توسط شهر به‌طور قابل توجهی احیا شد. بیشتر کسب‌وکارهای تئاتر بزرگسالان تعطیل شدند و مجموعه‌ای از تئاترهای جدید، سینماهای مالتی پلکس، رستوران‌ها و جاذبه‌های گردشگری افتتاح شدند.
در سال ۱۹۷۴، نمای بیرونی تئاتر لایسییم اولین تئاتر برادوی بود که از کمیسیون حفظ اماکن دیدنی نیویورک (LPC) عنوان بنای تاریخی دریافت کرد. پس از آن در سال ۱۹۷۹ نمای بیرونی و داخلی تئاتر نیو آمستردام نیز این عنوان را دریافت کردند.

### حفظ و نگهداری

#### کارزار «نجات تئاترهای» جو پاپ
در اوایل سال ۱۹۸۲، جوزف پاپ، تهیه‌کننده و کارگردان تئاتر برادوی که پابلیک تییتر را تأسیس کرده بود، کارزاری به نام «نجات تئاترها» را در منهتن رهبری کرد. هدف اولیه اصلی تلاش «نجات تئاترها» که توسط گروه غیرانتفاعی پاپ حمایت مالی می‌شد و مورد حمایت انجمن بازیگران حرفه‌ایActors Equity بود، نجات چندین ساختمان تئاتر در محله منطقه تئاتر از تخریب قریب‌الوقوع آنها توسط منافع توسعه منهتن بود. پاپ منابع مالی، دکمه‌های تبلیغاتی، پوسترها و آگهی‌های روزنامه را برای این تلاش فراهم کرد؛ یک تبلیغ‌کننده و بازیگرانی را برای تبلیغ این هدف استخدام کرد؛ و مکان‌های مختلف صحنه و خیابان را برای رویدادهای عمومی در حمایت از کارزار برای نجات تئاترهای تاریخی فراهم کرد.
به درخواست پاپ، در ژوئیه ۱۹۸۲، نماینده ایالات متحده دونالد جی. میچل از نیویورک و ۱۳ حامی مالی مشترک لایحه‌ای را با عنوان «لایحه‌ای برای تعیین منطقه تئاتر برادوی/تایمز اسکوئر در شهر نیویورک به عنوان یک مکان تاریخی ملی» (H.R. 6885) ارائه کردند. این قانون پیشنهادی که تصویب نشد، حکومت فدرال ایالات متحده آمریکا را ملزم می‌کرد که از نظر مالی و غیره به حفظ منطقه و خانه‌های تئاتر تاریخی آن به عنوان یک مکان تاریخی ملی رسمی کمک کند.
کارزار «نجات تئاترها» سپس تلاش‌های خود را معطوف به حمایت از ایجاد منطقه تئاتر به عنوان یک بافت تاریخی شهر نیویورک تحت نظارت LPC کرد. در دسامبر ۱۹۸۳، «نجات تئاترها» «منطقه تئاتر برادوی، طرح توسعه و مدیریت حفاظت» را تهیه کرد و درخواست کرد که به هر تئاتر در این منطقه عنوان بنای تاریخی داده شود. شهردار اد کاچ در نهایت با ایجاد شورای مشورتی تئاتر، که پاپ را به عنوان یکی از اعضا در بر می‌گرفت، و در نهایت منجر به پهنه‌بندی رسمی منطقه به عنوان «زیر ناحیه تئاتر» شد، پاسخ داد. هر قطعه تئاتر می‌تواند با حداکثر مساحت طبقه معینی توسعه یابد، اما بسیاری از تئاترها از مساحت طبقه بسیار کمتری نسبت به حداکثر استفاده می‌کردند. طرح منطقه‌بندی اجازه می‌داد که حقوق توسعهAir rights بلااستفاده در سایت تئاترها به توسعه‌دهندگان ساختمان‌های مجاور که به بیش از حداکثر مساحت طبقه نیاز داشتند، فروخته شود.

#### وضعیت بنای تاریخی برای تئاترهای فردی
پس از تخریب تئاترهای تئاتر فالتون و موراسکو، LPC در سال ۱۹۸۲ محافظت از نزدیک به ۵۰ «تئاتر قانونی» را به عنوان بناهای تاریخی فردی شهر در نظر گرفت. وضعیت بنای تاریخی یک شهر مانع از تغییر تئاترها بدون اجازه LPC می‌شود و در نتیجه از آنها در برابر توسعه محافظت می‌کند. بناهای تاریخی مورد بررسی شامل نماها و فضای داخلی بود که به‌طور جداگانه تعیین شده بودند. هیئت انجمن منهتن ۵، که اکثریت قریب به اتفاق تئاترها تحت صلاحیت آن قرار داشتند، از بسیاری از پیشنهادات حفاظت از بناهای تاریخی حمایت کرد. یک هیئت مشاوره تحت نظر شهردار کاچ به LPC اجازه داد تا تئاترها را نه تنها بر اساس اهمیت تاریخی آنها بلکه بر اساس شایستگی‌های معماری آنها در نظر بگیرد. در پاسخ به اعتراض برخی از اپراتورهای بزرگ تئاتر، ده‌ها طراح صحنه و نورپردازی پیشنهاد دادند که برای ایجاد دستورالعمل‌هایی برای بناهای تاریخی بالقوه روی LPC کار کنند.
اولین تئاترهایی که تحت طرح ۱۹۸۲ به عنوان بنای تاریخی تعیین شدند، تئاتر نیل سایمون، تئاتر امباسادور و تماشاخانه آگوست ویلسن در اوت ۱۹۸۵ بودند. سپس طرح بنای تاریخی به‌طور موقت به تعویق افتاد تا برخی از دستورالعمل‌های مربوط به آن تصویب شوند؛ این دستورالعمل‌ها که در دسامبر ۱۹۸۵ اجرا شد، به اپراتورها اجازه می‌داد تا بدون نیاز به مشورت با LPC، تئاترها را برای تولیدات تغییر دهند. متصدیان این سه تئاتر به وضعیت بنای تاریخی اعتراض کردند.
تعیین تئاترها به عنوان بنای تاریخی در سال ۱۹۸۷ به‌طور قابل توجهی افزایش یافت، که با تئاتر پالاس در اواسط سال ۱۹۸۷ شروع شد.[36] LPC، تئاتر ال هیرشفلد، تئاتر بلاسکو، تئاتر بوث و تئاتر بروکز اتکینسن، و همچنین تئاتر برودهرست، تئاتر اثل بریمور و تئاتر ساموئل جی. فریدمن را در اوایل نوامبر ۱۹۸۷ به عنوان بنای تاریخی تعیین کرد. پس از آن تئاتر کورت، تئاتر ریچارد راجرز، تئاتر جان گلدن، تئاتر هیز، تئاتر هادسون، تئاتر ایمپریال و مارک هلینگر در همان ماه، و همچنین سفارت، که هرگز یک مکان برادوی نبود، به عنوان بنای تاریخی تعیین شدند. در دسامبر ۱۹۸۷، LPC، تئاتر یوجین اونیل، تئاتر استیون سوندهایم، تئاتر لانگیکر، تماشاخانه لونت-فونتن، تئاتر مجستیک (نیویورک)، تئاتر میوزیک باکس و تئاتر جرالد شونفلد را به عنوان بناهای تاریخی، و همچنین فضای داخلی لایسیوم را تعیین کرد. این اقدامات تعداد تئاترهای فعلی یا سابق برادوی را که دارای وضعیت بنای تاریخی هستند به ۲۶ مورد رساند. پنج بنای تاریخی دیگر در اوایل سال ۱۹۸۸ تعیین شدند: تئاتر اد سالیوان، تئاتر برنارد بی. جیکوبز، تئاتر شوبرت، تئاتر سنت جیمز و تئاتر وینتر گاردن.
در مارس ۱۹۸۸، هیئت تخمین شهر نیویورک ۲۸ مورد از تعیین‌های بنای تاریخی را که در سال‌های ۱۹۸۷ و ۱۹۸۸ تصویب شده بود، تأیید کرد. از این تعداد، فضای داخلی و خارجی ۱۹ تئاتر تحت حفاظت قرار گرفت، در حالی که تنها فضای داخلی هفت تئاتر (از جمله لایسیوم که نمای بیرونی آن قبلاً محافظت شده بود) و نمای بیرونی دو تئاتر تأیید شد. با وجود تلاش‌های کخ برای جلب نظر مالکان تئاتر، چندین مالک تئاتر استدلال کردند که تعیین آن‌ها به عنوان بنای تاریخی تأثیر منفی بر آنها گذاشته است. سازمان شوبرت، سازمان نیدرلاندر و تئاترهای جوجمسین در ژوئن ۱۹۸۸ به‌طور جمعی از LPC شکایت کردند تا تعیین ۲۲ تئاتر به عنوان بنای تاریخی را با این استدلال که این تعیین‌ها به شدت میزان تغییرات مجاز در تئاترها را محدود می‌کند، لغو کنند. دیوان عالی نیویورک سال بعد تعیین LPC این تئاترها را تأیید کرد. این اختلاف به دیوان عالی ایالات متحده آمریکا کشیده شد و در سال ۱۹۹۲ این تعیین‌ها را تأیید کرد.

### منطقه‌بندی زیرناحیه تئاتر
در ژانویه ۲۰۰۱، شعبه استیناف نیویورک، شعبه اول در پرونده فیشر علیه جولیانی، تا حدی گسترش مقررات منطقه‌بندی زیر ناحیه تئاتر در سال ۱۹۹۸ را تأیید کرد، که سایت‌های دریافتی را در امتداد خیابان هشتم اضافه کرد، جایی که حقوق توسعه از تئاترهای برادوی که به عنوان بنای تاریخی تعیین شده بودند، می‌توانست فروخته شود. سازمان‌های اجتماعی و مدنی با گسترش این منطقه مخالفت کردند، زیرا به محله مسکونی مجاور Hell's Kitchen/Clinton آسیب می‌رساند. اعتراض دادگاه که در سال ۱۹۹۹ ثبت شد، زیر ناحیه تئاتر از پیش موجود یا قانون اصلی منطقه‌بندی حقوق توسعه را به چالش نکشید.
بر اساس مقررات پهنه‌بندی سال ۱۹۹۸، شهر نیویورک، شورای زیر ناحیه تئاتر (TSC)، یک شرکت غیرانتفاعی را نیز ایجاد کرد. TSC صندوق زیر ناحیه تئاتر را اداره می‌کند و کمک‌های مالی را تخصیص می‌دهد.
قطعنامه منطقه‌بندی شهر نیویورک برای مناطق با اهداف خاص، که در ۳۰ آوریل ۲۰۱۲ اصلاح شد، شامل مقررات ویژه‌ای برای زیر ناحیه تئاتر، از جمله انتقال حقوق توسعه، مشوق‌هایی برای بازسازی تئاترهای موجود، ایجاد شورای تئاتر برای ترویج تئاترها، و منطقه‌بندی و تابلو برای تئاترها می‌شود، و فهرستی از تئاترهایی که واجد شرایط مقررات ویژه در این منطقه هستند را در بر می‌گیرد.

## مکان‌های دیدنی
- مجسمه فرانسیس پی. دافی اثر چارلز کک (Duffy Square، میدان تایمز)
- مجسمه جورج ام کوهن اثر گئورگ جان لوبر و معمار اتو لانگ‌مان (میدان دافی، میدان تایمز)